# Августа Луиза фон Саксония-Гота-Алтенбург
Августа Луиза Фридерика фон Саксония-Гота (на немски: Auguste Luise Friederike von Sachsen-Gotha-Altenburg; * 30 ноември 1752, Рода; † 28 май 1805, Рудолщат) от фамилията Ветини, е принцеса от Саксония-Гота-Алтенбург и чрез женитба княгиня на Шварцбург-Рудолщат.

## Биография
Тя е дъщеря на принц Йохан Август фон Саксония-Гота-Алтенбург (1704 – 1767) и графиня Луиза Ройс цу Шлайц (1726 – 1773), дъщеря на граф Хайнрих I фон Ройс-Шлайц (1695 – 1744) и графиня Юлиана Доротея Луиза фон Льовенщайн-Вертхайм-Вирнебург (1694 – 1734). Внучка е на херцог Фридрих II фон Саксония-Гота-Алтенбург (1676 – 1732) и Магдалена Августа фон Анхалт-Цербст (1679 – 1740). Сестра е на Луиза, омъжена през 1775 г. за херцог Фридрих Франц I фон Мекленбург.
Августа Луиза се омъжва на 28 ноември 1780 г. в Рода за княз Фридрих Карл фон Шварцбург-Рудолщат (1736 – 1793). Тя е втората му съпруга. Той има от дете душевни проблеми, събира и изследва предмети от натурата, които са основата на музея в Рудолщат. Те нямат деца.
Августа умира на 28 май 1805 г. на 52 години в Рудолщат.